# 印度深巨口魚
印度深巨口魚（学名：Bathophilus indicus）为輻鰭魚綱巨口鱼目巨口鱼科的其中一種。分布于印度太平洋區，包括澳洲及南非海域，為深海魚類，棲息深度可達2260公尺，體長可達9公分。

## 扩展阅读
維基物種上的相關：印度深巨口魚